# هيدروجين صلب
الهيدروجين الصلب هو الحالة الصلبة لعنصر الهيدروجين. يمكن الوصول لهذه الحالة عن طريق التبريد إلى درجة حرارة دون 14.01 كلفن، أي ما يعادل −259.14 °س.
حضر الهيدروجين الصلب لأول مرة من قبل جيمس ديوار عام 1899 وقام بنشر هذه النتائج بعنوان "Sur la solidification de l'hydrogène" في المجلة العلمية Annales de Chimie et de Physique في نفس العام.
للهيدروجين الصلب كثافة مقدارها 0.088 غ/سم3، مما يجعله واحداً من أقل الأجسام الصلبة كثافة.

## طين هيدروجيني
يستخدم مصطلح الطين الهيدروجيني لوصف حالة تشكل مزيج من الهيدروجين السائل والهيدروجين الصلب عند النقطة الثلاثية. يتشكل الطين الهيدروجيني بضبط حرارة الهيدروجين السائل عند نقطة الانصهار 14.01 كلفن، حيث تزداد كثافته بنسبة 16–20% مقارنة مع الهيدروجين السائل. إن تقنية التجميد المستمر لإنتاج الطين الهيدروجيني تتضمن تطبيق تفريغ مستمر للوسط المحيط بسائل النقطة الثلاثية وباستخدام تكسير ميكانيكي لسطح الهيدروجين المتجمد.
اقترح استعمال الطين الهيدروجيني كوقود صاروخي مكان الهيدروجين السائل لتحسين التزود بالوقود وبالتالي التقليل من وزن المركبة الفضائية.

## اقرأ أيضاً
- هيدروجين سائل
- هيدروجين فلزي

## روابط خارجية
- "خصائص الهيدروجين الصلب عند درجات حرارة منخفضة جداً" (2001)
- "تجارب على الهيدروجين الصلب"
- خصائص الانصهار والخصائص الفيزيوحرارية للهيدروجين الصلب", Air Force Rocket Propulsion Laboratory, Technical Report, 1972